# Simon Fornier de Violet
 (mai 2025).
Motif : Où sont les sources secondaires centrées démontrant l'admissibilité selon les WP:CAA ?
- Archive Wikiwix
- Bing
- Cairn
- DuckDuckGo
- E. Universalis
- Gallica
- Google
- G. Books
- G. News
- G. Scholar
- Persée
- Qwant
- (zh) Baidu
- (ru) Yandex
- (wd) trouver des œuvres sur Wikidata

| 1. | Préciser le motif de la pose du bandeau. | Précisez le motif de la pose du bandeau en utilisant la syntaxe suivante : {{admissibilité à vérifier\|date=août 2025\|motif=remplacez ce texte par le motif}}                               |
| 2. | Informer les utilisateurs concernés.     | Pensez à avertir le créateur de l'article, par exemple, en insérant le code ci-dessous sur sa page de discussion : {{subst:avertissement admissibilité à vérifier\|Simon Fornier de Violet}} |

Simon Fornier de Violet, né vers 1986, est un prêtre catholique et vidéaste français.

## Biographie
Après des études dans la finance, il entre au séminaire et est ordonné prêtre le 27 juin 2020 en l'église Saint-Sulpice par Michel Aupetit,. La même année, il est nommé vicaire dans la paroisse du Saint-Esprit. 
Depuis sa nomination en paroisse, il s'engage activement auprès de la jeunesse, notamment à travers l'aumônerie des collèges et lycées. Il intervient principalement auprès d'adolescents mais il accompagne également de jeunes enfants ainsi que des étudiants plus âgés. 
En 2023, il commence une mission d'étude à l'institut catholique de Paris en vue d'une licence canonique de théologie en Histoire de l'Église.    

## Vie privée
Dans une vidéo publiée le 5 mars 2024 à la suite de la décision du gouvernement d'inscrire l'IVG dans la constitution, il révèle être le frère de triplés. 

## Activités sur Internet
Simon de Violet lance sa chaîne YouTube en janvier 2021. D'abord baptisée Lux Mundi+, sa chaîne se nomme désormais Catholand.
Au départ, ses vidéos s'adressaient principalement aux jeunes qui fréquentaient son aumônerie mais le contenu de sa chaîne a progressivement évolué pour toucher le public le plus large possible.
Sa chaîne YouTube compte aujourd'hui plus de 12 000 abonnés.